# Vouga
Vouga – rzeka w północnej Portugalii w regionie Centrum, o długości 148 km. Posiada źródła w Serra da Lapa na wysokości 930 m n.p.m., na terenie gminy Sernancelhe. Uchodzi do Oceanu Atlantyckiego przy mieście Aveiro, tworząc wybrzeże riasowe, tzw. Laguna Aveiro.

## Dopływy
- Águeda
- Marnel
- Caima
- Ul
- Mau
- Teixeira